# Albert Babeau
Pour les articles homonymes, voir Babeau.
Albert Babeau, né à Cambrai le 14 mars 1835, et mort le 1er janvier 1914 à Paris 8e, est un historien français, spécialiste de la société sous l'Ancien Régime et de l'histoire de Troyes et de la Champagne.

## Biographie
Disciple de Le Play, il fut l'un des premiers à s'intéresser à l'histoire sociale et à l'histoire des classes,. Il a laissé des études sur les artisans, les domestiques, la bourgeoisie et l'armée d'autrefois,. Il est le 7e des historiens les plus cités dans les Origines de la France contemporaine de Taine - à qui il rend hommage dans son Paris en 1789 et avec qui il entretient une correspondance constante.
Il fut conservateur du musée des sculptures de Troyes de 1881 à 1913 et président de la Société académique de l'Aube. En 1901, il fut élu membre de l'Académie des sciences morales et politiques. Vers 1865, on note sa présence parmi les membres permanents de la Conférence Molé, cercle de juristes progressistes, partiellement à l'origine de plusieurs grands changements législatifs.
Il est nommé chevalier de la Légion d'honneur (décret du 26 mai 1891).

## Principales publications
- [1871] Le Parlement de Paris à Troyes en 1787, Paris, libr.-éd. Dumoulin, 1871, 128 p. (lire en ligne).
- [1873] Histoire de Troyes pendant la Révolution, Paris, libr.-éd. Dumoulin, 1873, 556 p. (lire en ligne)
[1874] t. 2, Paris, libr.-éd. Dumoulin, 1874, 548 p. (lire en ligne).
- [1875] L'Instruction primaire dans les campagnes avant 1789, d'après des documents tirés des archives communales et départementales de l'Aube (extrait de l'Annuaire de l’Aube), Troyes, impr. Dufour-Bouquot, 1875, 86 p. (lire en ligne)
- [1878] Collection de documents inédits relatifs à la ville de Troyes et la Champagne méridionale, t. 1, Troyes, libr. Dufey-Robert, 1878, 433 p. (lire en ligne).
- [1878] Le Village sous l'Ancien Régime, Paris, libr.-éd. Didier et Cie, 1878 (réimpr. 1978, Mégariotis, Genève), VIII-368 p. (lire en ligne).
- [1881] L'école de village pendant la révolution, Paris, libr.-éd. Didier et Cie, 1881 (réimpr. 1978), XI-272 p. (lire en ligne).
- [1883] La Vie Rurale dans l'ancienne France, Paris, libr.-éd. Didier et Cie, 1883, 352 p. (lire en ligne).
- [1884] La Ville sous l'Ancien Régime, t. 1, Paris, libr.-éd. Didier et Cie, 1884 (réimpr. 1997, L'Harmattan, Paris), 376 p. (lire en ligne)
t. 2, Paris, libr.-éd. Didier et Cie, 1884, 374 p. (lire en ligne).
- [1885] Les voyageurs en France, depuis la Renaissance jusqu'à la Révolution, Paris, libr. Firmin-Didot, 1885 (réimpr. 1928, Tours, impr. Alfred Mame et fils ; 1970, Slatkine, Genève), 433 p. (lire en ligne).
- [1886] Les Artisans et les domestiques d'autrefois, Paris, libr. Firmin-Didot, 1886 (réimpr. 1998, Sepal, Limoges), 362 p. (lire en ligne).
- [1886] Les Bourgeois d'autrefois, Paris, libr. Firmin-Didot, 1886, 417 p. (lire en ligne).
- [1889] La Vie militaire sous l'Ancien Régime, t. 1 : Les soldats, Paris, libr. Firmin-Didot, 1889, 384 p. (lire en ligne)
[1889] La Vie militaire sous l'Ancien Régime, t. 2 : Les officiers, Paris, libr. Firmin-Didot, 1889, 354 p. (lire en ligne).
- [1889] Paris en 1789, Paris, libr. Firmin-Didot, 1889 (réimpr. 1890, 1892 ; 1989, Albin Michel ; 1991, Christine Bonneton) (OCLC 458566660).
- [1894] La Province sous l'Ancien Régime, t. 1, Paris, libr. Firmin-Didot, 1894, 347 p. (lire en ligne)
t. 2 (lire en ligne).
- [1895] Le Louvre et son histoire (ouvrage illustré de 140 gravures sur bois et photogravures d'après des dessins, des plans et des estampes de l'époque), Paris, libr. Firmin-Didot et Cie, 1895 (réimpr. 2020, Forgotten Books), 349 p. (lire en ligne).
- [1899] « L'Hôtel de ville de Paris et l'inventaire de son mobilier en 1740 », Mémoires de la société de l'histoire de Paris et de l'Ile-de-France, vol. 26,‎ 1899, p. 211-254 (lire en ligne).

### Traductions
- [1888] La France et Paris sous le Directoire : lettres d'une voyageuse anglaise. Suivies d'extraits des lettres de Swinburne (1796-1797) (traduites et annotées par Albert Babeau), Firmin-Didot, 1888, 319 p. (lire en ligne).
- [1898] John Carr (trad. Albert Babeau), Les Anglais en France après la paix d'Amiens : impressions de voyage, Paris, impr.-éd. E. Plon, Nourrit et Cie, 1898, 300 p. (lire en ligne).